# Petrorossia letho
Petrorossia letho är en tvåvingeart som först beskrevs av Christian Rudolph Wilhelm Wiedemann 1828.  Petrorossia letho ingår i släktet Petrorossia och familjen svävflugor. Inga underarter finns listade i Catalogue of Life.